# Joshi Kashimashi Monogatari
Singles de Morning Musume
Roman ~My Dear Boy~
(2004) Namida ga Tomaranai Hōkago
(2004)
Joshi Kashimashi Monogatari (女子かしまし物語, trad : "L'histoire des filles bruyantes") est le 23e single du groupe de J-pop Morning Musume, sorti en 2004.

## Présentation
Le single sort le 22 juillet 2004 au Japon sur le label zetima, écrit et produit par Tsunku. Il atteint la 3e place du classement Oricon, et reste classé pendant 10 semaines, pour un total de 91 789 exemplaires vendus durant cette période. Il sort également dans une édition limitée avec une pochette différente, ainsi qu'au format "single V" (DVD).
La chanson-titre du single figurera sur le sixième album du groupe, Ai no Dai 6 Kan qui sort en fin d'année. Chaque couplet est consacré à une des membres du groupe. Deux autres versions de la chanson seront enregistrées ultérieurement, avec des paroles rajoutées pour les nouveaux membres, à la place de celles des membres parties entre-temps : Joshi Kashimashi Monogatari 2 figurant également sur l'album Ai no Dai 6 Kan, et Joshi Kashimashi Monogatari 3 figurant sur l'album Rainbow 7 de 2006. Elle sera reprise et ré-adaptée en 2011 par Dream Morning Musume sur l'album Dreams 1.
La chanson en "face B", Ganbare Nippon Soccer Fight, est écrite pour encourager l'équipe olympique japonaise de football des jeux de 2004.
C'est le dernier single du groupe avec Nozomi Tsuji et Ai Kago, qui le quittent le mois suivant pour se consacrer à leur duo W (Double You).

## Formation
Membres du groupe créditées sur le single :
- 1er génération : Kaori Iida
- 2e génération : Mari Yaguchi
- 4e génération : Rika Ishikawa, Hitomi Yoshizawa, Nozomi Tsuji (dernier single), Ai Kago (dernier single)
- 5e génération : Ai Takahashi, Asami Konno, Makoto Ogawa, Risa Niigaki
- 6e génération : Miki Fujimoto, Eri Kamei, Sayumi Michishige, Reina Tanaka

## Titres
Single CD
1. Joshi Kashimashi Monogatari (女子かしまし物語?)
2. Ganbare Nippon Soccer Fight (がんばれ 日本 サッカー ファイト!?)
3. Joshi Kashimashi Monogatari (Instrumental)

Single V (DVD)
1. Joshi Kashimashi Monogatari (女子かしまし物語?)
2. Joshi Kashimashi Monogatari (Panic Train Ver.) (女子かしまし物語 (パニックトレイン Ver.)?)
3. Making Eizô (メイキング映像?) (making of)